# Мочалов, Вячеслав Викторович
Вячеслав Викторович Мочалов (23 июня 1938, Горький, РСФСР, СССР — 7 мая 2010, Новосибирск, Россия) — народный артист Российской Федерации (1992), художественный руководитель Государственного академического Сибирского русского народного хора.

## Карьера
Родился в Горьком 23 июня 1938 года. В 1962 году окончил Горьковскую государственную консерваторию по классу «Хоровое дирижирование».
В 1957—1962 годах — работал педагогом по хору горьковской музыкальной школы № 7.
В 1962—1963 годах — главный хормейстер музыкального театра, г. Томск-7. В музыкально-драматическом театре Мочалов прекрасно проявил себя не только в качестве хормейстера, здесь он написал детскую оперетту «Марсиане» и песню о Томске, а также создал детский хор.
В 1963—1970 годах работал в Казахстане. В 1963—1968 годах был главным дирижёром и главным хормейстером ансамбля песни и пляски Казахской ССР (Алма-Ата), а в 1968—1970 годах работал дирижёром и старшим преподавателем оперной студии Алма-Атинской консерватории.
В 1970 году становится художественным руководителем Новосибирской филармонии. А с 1980 года возглавил Сибирский русский народный хор. Возглавлял коллектив до 2006 года. Работая над составлением новых программ для хора, В. В. Мочалов и сам писал новые песни, и делал обработки русских народных песен и песен российских композиторов. Благодаря деятельности Вячеслава Викторовича коллективу в 1994 году присвоено высокое звание — Академический.
Особый интерес вызывают произведения композитора В. В. Мочалова. Среди них: «Песня — боль и радость моя» — сюита в семи частях для русского народного хора, оркестра народных инструментов, солистов; «Земля — красавица Сибирь», названная музыкальными критиками «мини-оперой»; «Уж такие мы в Сибири», «Красный проспект» и многие другие произведения.
Умер 7 мая 2010 года. Похоронен на Заельцовском кладбище Новосибирска

## Награды
- Заслуженный деятель искусств РСФСР (1985)
- Народный артист РФ (31 августа 1992) - за большие заслуги в области музыкального искусства
- Орден Дружбы (1999)